# Revolución de Trujillo
La revolución o sublevación de Trujillo fue una insurgencia armada contra el gobierno de Luis Miguel Sánchez Cerro iniciada en esa ciudad peruana el 7 de julio de 1932, y sofocada a lo largo de ese mes. Sus dirigentes, como Manuel "El Búfalo" Barreto y Agustín Haya de la Torre, eran partidarios del Partido Aprista Peruano. Comprende varios eventos armados, incluyendo la «matanza de Trujillo» contra agentes del Ejército y la Guardia Civil, y se extendió a otras localidades como Cajabamba y Huaraz. Fue reprimida duramente por las fuerzas armadas, quienes bombardearon la ciudad y ejecutaron a cientos de civiles en la «masacre de Chan Chan» en ese sitio arqueológico. Es uno de los episodios más importantes en la historia de ese partido político, y forma parte del llamado «año de la barbarie»(1932) y de la «guerra civil de 1932 y 1933».

## Antecedentes

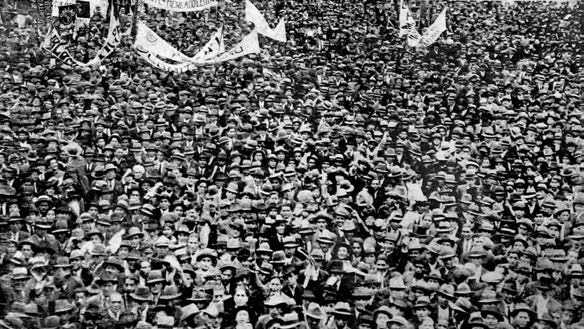
Manifestación aprista en la Plaza de toros de Acho en Lima durante las elecciones generales de 1931.

Las ideas anarquistas y sindicalistas revolucionarias irrumpieron en Trujillo a comienzos del siglo XX. El principal responsable de su difusión fue Julio Reynaga Matute, miembro fundador de la Liga de Artesanos y Obreros del Perú en Trujillo en 1898. Posteriormente fundará el Centro de Estudios Sociales "Unión y Energía" en 1905 y los periódicos La Antorcha (1903-1907) y El Jornalero (1906-1915). La insurrección que se desató en Ferrañafe en 1910, liderada por Manuel Casimiro Chumán Velásquez, un cura mestizo opositor del latifundismo, fue apoyada por el movimiento anarquista. Le siguieron las rebeliones de braceros del Valle de Chicama en 1912 y 1921-1922.
Durante las décadas de los años 1920 y 1930, Trujillo vivió un escenario de agitación social, como buena parte del país. La gestación y crecimiento de la organización sindical entre los campesinos de las haciendas de la región, la agitación de la intelectualidad urbana progresista y la organización del APRA, que se había fundado en setiembre de 1930 en México, se encontraba perseguido, sus principales líderes —incluyendo Haya de la Torre— encarcelados. Zonas como Casa Grande, Cartavio y Laredo, antes influenciadas por el sindicalismo revolucionario y las ideas libertarias, se convirtieron en bastiones del Partido Aprista Peruano, organización política de orientación socialista fundada por el líder estudiantil Víctor Raúl Haya de la Torre.
El 22 de agosto de 1930 cae el gobierno de Augusto B. Leguía y en 1931 la junta transitoria convoca elecciones generales en las que los principales contendientes fueron Haya de la Torre con el APRA y Sánchez Cerro con la Unión Revolucionaria, en las que por un estrecho margen resulta ganador este último, lo que enardeció los ánimos apristas y sus aspiraciones políticas, declarando ilegítima esa victoria y señalando fraude electoral (lo cual nunca pudieron comprobar o presentar pruebas de la acusación, y el posterior análisis historiográfico detallo que el militar ganó legítimamente gracias a apelar al nacionalismo y a su carisma); siendo que a partir de esa fecha se generó un clima de inestabilidad política que degeneraría en una crisis política que se superponía a la existente crisis económicas que pudo a ambas fuerzas políticas en rumbo de colisión que derivó en la promulgación de la polémica Ley de emergencia de 8 de enero de 1932 que acrecentaron el descontento social que la organización sindical, con marcada influencia aprista canalizó. Desde este momento las demandas por el fin del gobierno sanchezcerrista y por la liberación del líder político Víctor Raúl Haya de la Torre, quien se encontraba preso desde el 6 de mayo en el penal de El Frontón, se volvieron incontenibles.

## La rebelión

### Toma del cuartel Ricardo O’Donovan
El 7 de julio de 1932, a las dos de la madrugada, un grupo compuesto fundamentalmente por peones cañeros de la Hacienda Laredo y estudiantes del Colegio Nacional San Juan asaltaron el cuartel de artillería “Ricardo O’Donovan”, ubicado en la entonces entrada de la ciudad. En el Comando de la Revolución estuvo Agustín Haya de la Torre, en tanto, al frente de las masas, estuvieron Víctor Eloy Calderón Muñoz, Víctor Augusto Silva Solís, Remigio Esquivel y el obrero Manuel Barreto Risco (alías “El búfalo”), reconocido líder aprista de imponente presencia. La pelea duró más de tres horas, causando numerosas bajas por ambos lados y finalizando con el triunfo de los insurgentes. Uno de los primeros en caer fue “El búfalo” Barreto, pero los insurrectos fueron ganando terreno, tomando poco después el Cuartel de Seguridad y el local de la Prefectura, cuya jefatura fue asumida de facto por el joven aprista Alfredo Tello Salavarria, quien logró tomar el cuartel, marchando triunfante a Trujillo, en donde entrega el comando a Agustín Haya de la Torre (hermano del líder aprista). El mando militar fue entregado al capitán EP Leoncio Manffaurt. Entre los rebeldes, también se encontraba el joven escritor Ciro Alegría.[cita requerida]
El levantamiento se extendió a Salaverry, Samne, diversos lugares del valle de Chicama, Otuzco, Santiago de Chuco y Huamachuco. También alcanzó hasta Cajabamba en Cajamarca y repercutió en Huaraz.

### Reacción del gobierno y posterior bombardeo de Trujillo
Ante la insurgencia trujillana, el Congreso de la República se reunió de urgencia aprobando el estado de sitio y la creación de cortes marciales; por su parte, el gobierno de Sánchez Cerro mandó tropas desde Lima, cuyo mando asumió el mayor Alfredo Miró Quesada. Al frente del Regimiento de Infantería N.º 7 y con el apoyo de dos compañías llegadas por tierra desde Chimbote, Miró Quesada recuperó el puerto de Salaverry, que también había sido capturado por los "rebeldes".
Al atardecer del sábado 9 las tropas de Miró Quesada se acercaron a Trujillo, pero hallaron tan porfiada resistencia, que optaron por retirarse a Salaverry, sufriendo pérdidas de vidas y de material bélico en la zona denominada “La Floresta”. Los "insurgentes" celebraron el triunfo con algarabía, cometiendo el error de no perseguir a las tropas gobiernistas.
El gobierno entregó el mando de la represión al jefe de la I Región Militar con sede en Lambayeque, coronel Manuel Ruíz Bravo, que se desplazó desde el norte. Bajo sus órdenes estaban el Regimiento de Infantería N.º 7, una compañía del Regimiento de Infantería N.º 1, una compañía de fusileros y una sección de ametralladoras del Regimiento de Infantería N.º 11 acantonado en Cajamarca y varios destacamentos de la Guardia Civil.
El coronel Ruíz Bravo, junto con su Estado Mayor encabezado por el teniente coronel Eloy Ureta (futuro Mariscal), planeó meticulosamente el asalto a Trujillo. El plan combinaba dos frentes de acción: uno cuya base era el puerto de Salaverry, con las tropas provenientes de Lima al mando de Miró Quesada; y otro con las tropas provenientes del norte. Previamente, se ordenó un ataque aéreo, para limpiar los nidos de ametralladoras y otros focos de resistencia en la ciudad, operación que fue la primera acción de la aviación militar en el Perú, usando los recién adquiridos aviones de caza.
En medio del bombardeo al que era sometida la ciudad, los líderes insurgentes pasaron a la clandestinidad y el pueblo, alzado en armas, se preparó para resistir la acción del ejército. El ataque de las tropas de tierra sobre Trujillo se inició en la madrugada del 10 de julio.

### Masacre del cuartel O’Donovan («matanza de Trujillo»)
En la noche del 9 de julio el comando insurgente, con Agustín Haya de la Torre y otros jefes apristas a la cabeza, dio órdenes de apoyar los procesos insurgentes en la sierra de La Libertad y otras zonas insurgentes; y se distribuyeron, entre ellos, las coordinaciones. En medio de los sucesos, que incluían tomar la dirección del proceso, se nombraron nuevas autoridades: Prefecto Agustín Haya de la Torre y Subprefecto Víctor Augusto Silva Solís, amén de las demás autoridades locales. En la madrugada del 10 de julio, los pocos oficiales del ejército y la policía, que no se habían sumado como la mayoría al movimiento insurreccional, se hallaban capturados en el Cuartel O’Donovan y luego trasladados al Palacio Iturregui, donde funcionaría la prefectura revolucionaria. Allí fueron masacrados por una turba desbordada de presos comunes en su afán por saquear y huir, en medio de un confuso incidente que nunca se llegó a aclarar. Los oficiales victimados fueron los siguientes:
- Del Regimiento de Artillería N.º 1: el teniente coronel EP Julio P. Silva Cáceda, el mayor Luis Pérez Salmón, el capitán Manuel Morzán, el capitán Víctor Corante; alféreces: Ricardo Revelli Elías, Alfredo Molina y Miguel Picasso Rodríguez.
- Del Regimiento de Infantería N.º 1: Subtenientes Carlos Hernández Herrera, Federico Mendoza Gastón y Carlos Valderrama.
- De la Policía (Guardia Civil): el capitán GC Eduardo Carbajal Loayza y el teniente GC Alberto Villanueva Gómez.

Los cadáveres fueron mutilados y saqueados; según dicen algunos, la situación llegó al extremo de extraer el corazón del comandante Silva Cáceda y de extirpar los genitales al teniente Villanueva.. Sin embargo, otra versión, apoyándose en los partes de los médicos legistas, niega la profanación y mutilación de los cuerpos..
Thorndike menciona con nombres a quienes dirigieron la masacre: el ex sargento Julio Alvarado, un ex presidiario conocido como el “chueco Carrillo” y un exguardia de apellido Talavera, los mismos que oficiaban de guardianes de los prisioneros. Habrían actuado movidos por la venganza personal o arrastrados por el ardor del conflicto..
Si bien los autores materiales fueron sindicados como militantes o simpatizantes apristas, no se ha demostrado ello, ni que fueran sus líderes los que ordenaran la masacre, como algunos han aseverado. Lo cierto es que la animadversión del pueblo hacia las fuerzas del orden venía desde tiempo atrás y no es que estallara de improviso.

### Fin de la revolución
En la madrugada del día 10 de julio, tras un intenso bombardeo aéreo y terrestre, un gran despliegue de tropas en dos frentes inició la ocupación de la ciudad. El pueblo armado resistió el ataque de las fuerzas del gobierno hasta el día 11; hubo numerosas bajas por ambos lados. En la “Portada de Mansiche”, un grupo de francotiradores dirigidos por Carlos Cabada contuvo el avance del ejército, ayudando a fortalecer las defensas dentro de la ciudad, en la plazoleta “El Recreo”, la dama de nombre María Luisa Obregón, apodada “La Laredina” condujo la resistencia disparando ella misma una ametralladora; la lucha se libró calle a calle; los soldados eran recibidos con disparos y en general con cualquier objeto contundente arrojado por los pobladores rebeldes desde los techos, entre cánticos y lemas alusivos al partido aprista peruano. Fue el profesor Alfredo Tello Salavarría quien se mantuvo frente a las últimas trincheras, en el barrio trujillano de “Chicago”.
El 18 de julio, el jefe de operaciones, coronel Ruiz Bravo, informó tener pleno control territorial, luego de cometer numerosas represalias contra la población civil en Chepén, Mansiche, Casa Grande, Ascope y Cartavio (las tres últimas haciendas azucareras donde laboraban algunos de los insurgentes).

## Bajas Totales de la Revolución
Numerosos combatientes que se habían rendido fueron fusilados sin juicio. Una corte marcial, dictó pena de muerte contra 102 personas sindicadas como principales responsables del alzamiento; debido a que muchos de estos se encontraban fugitivos y otros habían muerto en el enfrentamiento, la pena solo pudo aplicársela a 42 detenidos, quienes fueron trasladados a la ciudadela de Chan Chan, obligados a cavar las fosas que se convertirían en sus tumbas y sin excepción recibieron la descarga fatal el 27 de julio de 1932. Fuentes apristas  calculan que el número de víctimas al terminar el conflicto llegó a sumar aproximadamente 9 mil civiles que fueron fusilados de forma extrajudicial, pero la evidencia de esta afirmación es discutible por su marcado tono apologético y no estar en línea con los datos poblaciones de una ciudad que para la época apenas alcanzaba 30000 habitantes.
La cifra estimada de bajas se calcula a un aproximado de 327-513 soldados del Ejército Peruano y 952 guerrilleros.

## Consecuencias
Esta insurrección y su represión desmedida, marcaron por mucho tiempo la identidad política de la ciudad de Trujillo y del norte del Perú, llegando la ciudad a ser considerada como bastión electoral del Partido Aprista Peruano durante las décadas siguientes. Significó también el surgimiento de una animadversión recíproca entre el APRA y las Fuerzas Armadas, que tuvo una repercusión en la vida política del Perú. El Ejército consideró la matanza de sus oficiales en el cuartel O’Donovan (masacre insólita en la historia peruana) como un agravio imperdonable inferido a los suyos y desde entonces los militares hicieron causa conjunta para impedir que el APRA llegara al poder, lo que se tradujo en el golpe de Estado de 1948 contra el presidente José Luis Bustamante, cuando el general Manuel Odría, líder del golpe, puso al APRA fuera de la ley y exilió o encarceló a muchos de sus militantes, incluido su líder, Haya de la Torre y en el Golpe de Estado de 1962 contra el presidente Manuel Prado Ugarteche, que desconoció la victoria electoral de Haya de la Torre, en las elecciones presidenciales de ese año.